# Malaja Sljapjanka
Malaja Sljapjanka (belarussisch Мала́я Сляпя́нка) war ein belarussisches Dorf links des Flusses Sljapjanka, nach dem es benannt wurde. Der Name bedeutet so viel wie Klein Sljapjanka. Im Jahre 1959 wurde es in den Minsker Verwaltungsbezirk Partisansky eingemeindet.

## Geschichte
Sljapjanka fand erstmals im 16. Jahrhundert Erwähnung. Das Gut gehörte bis zur Mitte des 18. Jahrhunderts zum polnisch-litauischen Fürstenhaus Radziwiłł und ging später an das Haus Wańkowicz über. Alexander Wańkowicz teilte das Gut auf seine Söhne auf. Der Provinzmarschall von Minsk Stanislav Wańkowicz († 1812) bekam Wjalikaja Sljapjanka und der Erbrichter Melchior Wańkowicz (1775–1842) Malaja Sljapjanka.
Nach dem Tode von Melchior Wańkowicz übernahm sein Sohn, der berühmte russische Maler Walenty Wańkowicz (1799–1842), die Herrschaft über das Anwesen. Hier unterhielt er zusammen mit dem russischen Maler Jan Damel (1780–1840) ein Atelier. Wańkowicz vererbte das Dorf an seinen Sohn, den russischen Revolutionär Jan Wańkowicz (1838–1899). Aufgrund seiner Beteiligung am Januaraufstand 1863/64 wurde das Anwesen zugunsten des Staates von den russischen Behörden beschlagnahmt, woraufhin Jan Wańkowicz emigrierte. Später kam das Anwesen in den Besitz der Schmidt.
Im März 1931 fand in Malaja Sljapjanka der erste und einzige Kongress der Kommunistischen Jugendunion von West-Weißrussland statt. Seit 1934 galt das Dorf als Vorort von Minsk und wurde Zentrum des Sowchos „Alexander Tscherwjakow“. Der Betrieb wurde 1937 verstaatlicht und in „Malaja Sljapjanka“ umbenannt. Das Dorf wurde im Jahre 1959 in den Minsker Verwaltungsbezirk Partisansky eingemeindet.
Das Herrenhaus von Malaja Sljapjanka wurde bald nach der Eingemeindung abgerissen. Es befand sich auf Höhe des heutigen Stadtkrankenhauses Nr. 6, der Poliklinik Nr. 14 und des Gymnasiums Nr. 5. Ende 2014 schlug eine Kommission für die Benennung und Umbenennung von Straßen, Plätzen und anderen Elementen der Stadt Minsk den Namen „Malaja Sljapjanka“ für eine geplante U-Bahn-Station der noch im Bau befindlichen Linie 4 an der Kreuzung der Straßen Uralskaya und Frolikova oder Dolgobrodskaya vor. Die Behörden genehmigten 2016 stattdessen nur den Namen „Sljapjanka“. Dies wurde jedoch kritisiert, da es zu Verwechslungen mit Wjalikaja Sljapjanka kommen könnte, das ebenfalls 1959 eingemeindete Nachbardorf.

## Berühmte Personen
- Walenty Wańkowicz (1799–1842), russischer Maler
- Jan Wańkowicz (1838–1899), russischer Revolutionär
- Andrej Smaljak (* 1954), belarussischer Maler